# Sjabolovka-toren
De Sjabolovka-toren (Russisch: Шуховская башня) is een hyperboloïde toren en zendmast in de Russische hoofdstad Moskou ontworpen door Vladimir Sjoechov in 1920 op basis van zijn Russische octrooi nr. 1896 van 12 maart 1899.
De 160 m hoge toren werd gebouwd van 1920 tot 1922 tijdens de Russische Burgeroorlog. De beperkte beschikbaarheid van staal tijdens die oorlog maakte dat het oorspronkelijk ontwerp voor een toren van 350 m werd teruggebracht tot een toren van 160 m.